# Československý Badmintonový Svaz
Der Československý Badmintonový Svaz war die oberste nationale administrative Organisation in der Sportart Badminton in der ČSSR. Der Verband wurde 1957 gegründet.

## Geschichte
Der Verband wurde 1957 von nur zwei Prager Vereinen gegründet. Schnell jedoch breitete sich der Sport über das ganze Land aus, wobei zeit des Bestehens des Verbandes Sportler aus dem tschechischen Teil den Löwenanteil an nationalen Titeln und internationalen Erfolgen errangen. Der Verband wurde 1964 Mitglied der Badminton World Federation, damals als International Badminton Federation bekannt. Der Československý Badmintonový Svaz wurde 1967 ebenfalls Gründungsmitglied im kontinentalen Dachverband Badminton Europe, damals noch unter European Badminton Union firmierend. 1961 wurden erstmals tschechoslowakische Einzelmeisterschaften ausgetragen, in der Saison 1963/1964 starteten die Mannschaftsmeisterschaften. 1972 fanden die Czechoslovakian International erstmals statt. 1973 war der Verband maßgeblich an der Initialisierung des Plume d’Or beteiligt. Mit dem Ende der ČSSR 1992 war auch das Ende des Verbandes besiegelt und der Český badmintonový svaz und der Slovenský zväz bedmintonu entstanden am 1. Januar 1993.

### Meilensteine
- 1957 – erstes inoffizielles Turnier
- 1958 – als erstes offizielles Turnier finden vom 26. bis zum 27. Januar in der Halle von TJ Dynamo Žižkov die Prager Meisterschaften statt
- 1961 – erste inoffizielle Meisterschaften der ČSSR
- 1964 – Aufnahme in den Weltverband
- 1964 – erste Mannschaftsmeisterschaft
- 1965 – erste offizielle Meisterschaften der ČSSR
- 1971 – im damaligen Gottwaldov findet die Junioren-EM statt
- 1993 – der Český badmintonový svaz übernimmt die Aufgaben vom Československý badmintonový svaz

## Erfolge
- 1970 – Petr Lacina wird Fünfter bei der Europameisterschaft
- 1973 – die ČSSR gewinnt den Helvetia-Cup
- 1975 – Michal Malý wird Fünfter bei der Europameisterschaft
- 1992 – Tomasz Mendrek und Eva Lacinová nehmen an Olympia teil

## Bedeutende Veranstaltungen, Turniere und Ligen
- Czechoslovakian International
- Tschechoslowakische Meisterschaft
- Mannschaftsmeisterschaft
- Juniorenmeisterschaft

## Bedeutende Persönlichkeiten
- Naďa Benešová, Autorin, Badminton-Europe-Funktionärin
- Josef R. Beneš, Mitbegründer des Badmintonsports in der ČSSR